# Jindřich Fügner

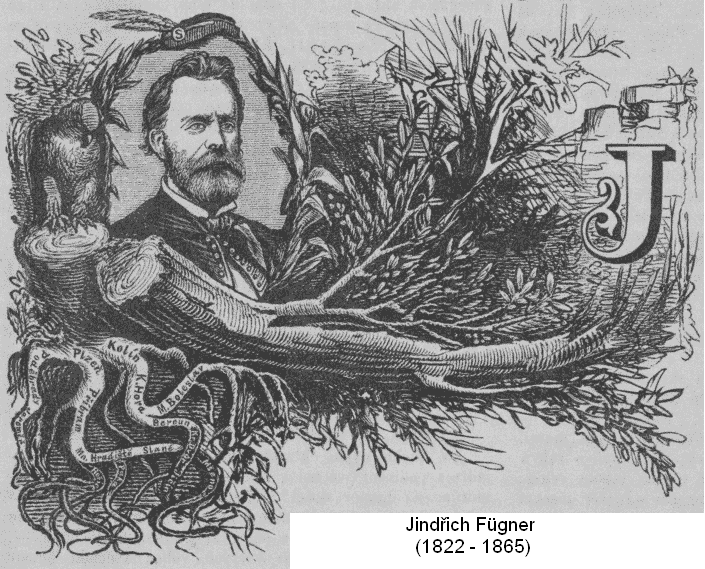
Jindřich Fügner

Jindřich Fügner (12 septembre 1822, Prague - 15 novembre 1865, Prague) est un homme d'affaires tchèque (né en Bohême, province de l'empire d'Autriche), propriétaire d'une société d'assurances, intéressé par la musique et le sport. Quand il rencontre Miroslav Tyrš, dans les cercles nationalistes tchèques, il se montre intéressé par son idée d'un mouvement sportif : le Sokol nait de l'effort conjoint des deux hommes. Tyrš en est la cheville ouvrière et Fügner le mécène.
Germanophone et de culture allemande (de nombreuses nationalités culturelles et linguistiques cohabitaient dans l'empire d'Autriche), Fügner s'est « converti » à la cause nationaliste tchèque au point de tchéquiser son prénom Heindrich en Jindřich.
On lui doit en particulier la première salle de sport du Sokol (sokolovna en tchèque) dans la rue Žitná à Prague.